# Лючио Маринео Сикуло
Лючио (Луций) Маринео Сикуло известный, как Лука Маринео (настоящие имя и фамилия — Лукас ди Маринис) (итал. Lucio Marineo Siculo; 1444 Видзини, Сицилия — 1533, Вальядолид, Испания) — сицилийский гуманист, историк, летописец при дворе короля Арагона Фердинанда II, поэт, педагог. Выдающийся представитель испанского Ренессанса. Писал на латыни.

## Биография
С 1460 года изучал древнегреческую и латинскую литературу и языки в Палермо. В 1478 году занял должность magister scholarum. В 1478—1479 годах обучался в Римской академии гуманистов Помпонич Лета.
Между 1480 и 1484 годами вернулся на родину, где преподавал грамматику и работал частным репетитором в семье королевского секретаря в Палермо.
Позже Лука Маринео переехал в Испанию и в течение 12 лет читал лекции в Саламанкском университете. Педагогическая деятельность Маринео в университете Саламанки принесла ему уважение среди светской и церковной аристократии. Узнав о его учёности король Арагона Фердинанд II пригласил его к себе на службу.
Около 1496 года сицилийский интеллектуал принял приглашение Фердинанда II Арагонского и Изабеллы Кастильской.
Служил капелланом и с 1502 года официальным летописцем Арагона. Ему также было поручено воспитание детей королевского двора и арагонской знати. Обучение проводилось им в духе итальянского Возрождения.
Учения и книги Лучио Марине Сикуло повлияли на развитие испанского Ренессанса, среди его учеников был Альфоно де Сегура.
драматург. Пьеса Лучио Марине Сикуло «Легенда о четырёх слитках крови» была переведена на испанский язык Хуаном де Молиной и напечатана в Валенсии под названием Crónica de Aragón .
Самые известные труды Лючио Маринео Сикуло «Opus de rebus Hispaniae memorabilibus» и «Хроники католических королей».

## Избранные сочинения
- De laudibus Hispaniae Libri VII (Бургос, 1496)
- De rebus Hispaniae memorabilibus Libri XXV (Alcalá, 1530)
- De Aragoniae Regibus et eorum rebus gestis libri V (Сарагоса, 1509)
- Epistolarum familiarum libri XVII
- De grammatices Institutionibus libellus brevis et perutilis
- Epistolae illustrium Romanorum

## Интересно
Лючио Маринео Сикуло в «Хрониках католических королей» упоминает Колумба, как «Педро Колумб», а не Христофор. Специалисты заявляют, что мореплаватель однажды работал на пирата Винченцо Колумба, и взял его фамилию, чтобы не раскрывать характер его истинных связей с ним. Для проведения данного исследования потребовалось перебрать множество архивов в регионе Генуя, а также перечитать архивы испанской исторической академии и национальной библиотеки.